# مقبض أمامي عمودي (أسلحة نارية)

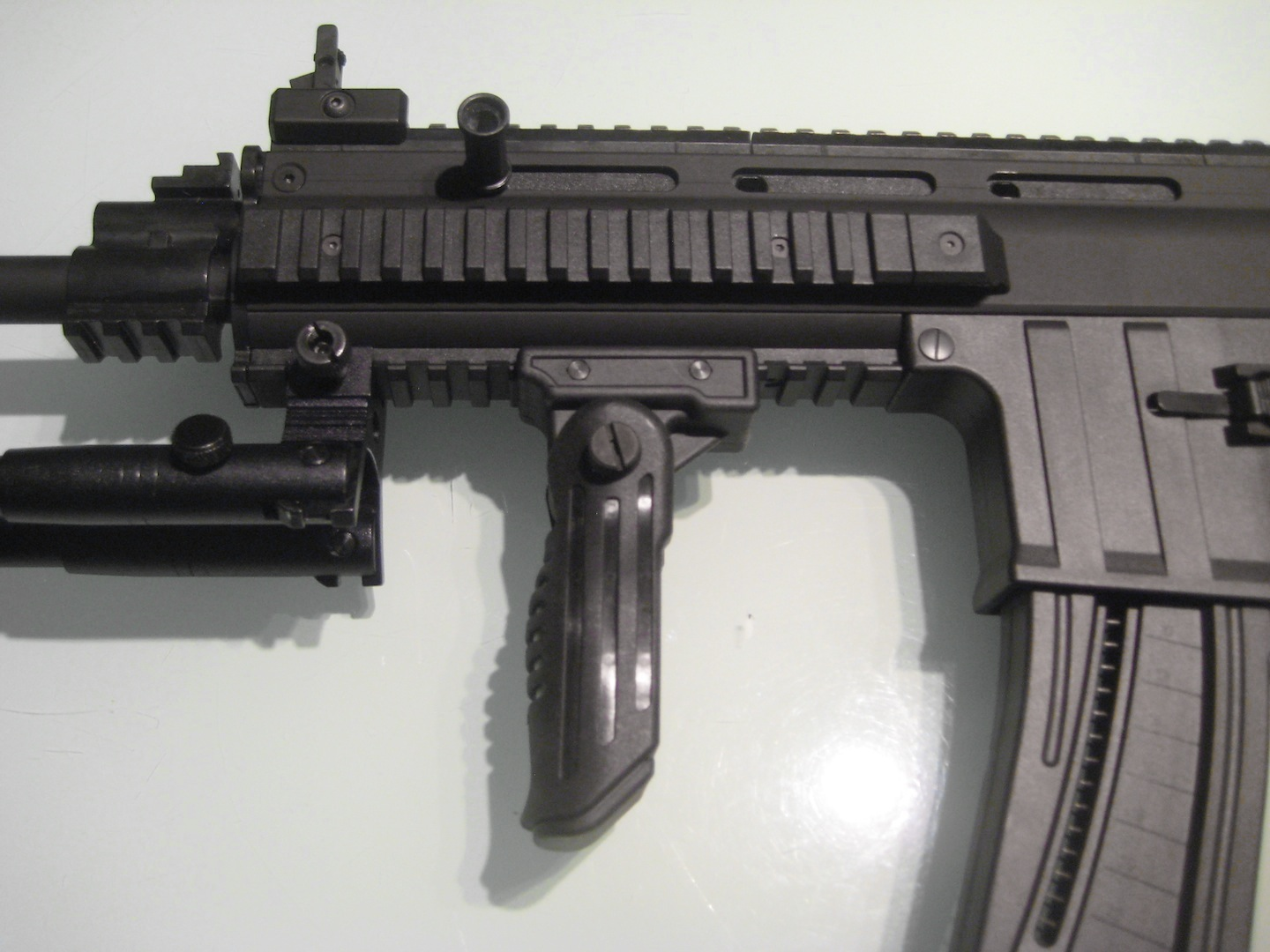
بندقية ذات مقبض أمامي عمودي

المقبض الأمامي العمودي (بالإنجليزية: Vertical forward grip) هو مقبض عمودي مصمم ليتم تثبيته ببعض الأسلحة النارية كملحق اختياري، يتم تثبيته بجانب سبطانة السلاح ويساعد على مسك وتوجيه السلاح بشكل أفضل نحو الهدف، وكذا تقليص الارتداد من الطلقات.